# Jakobsruh

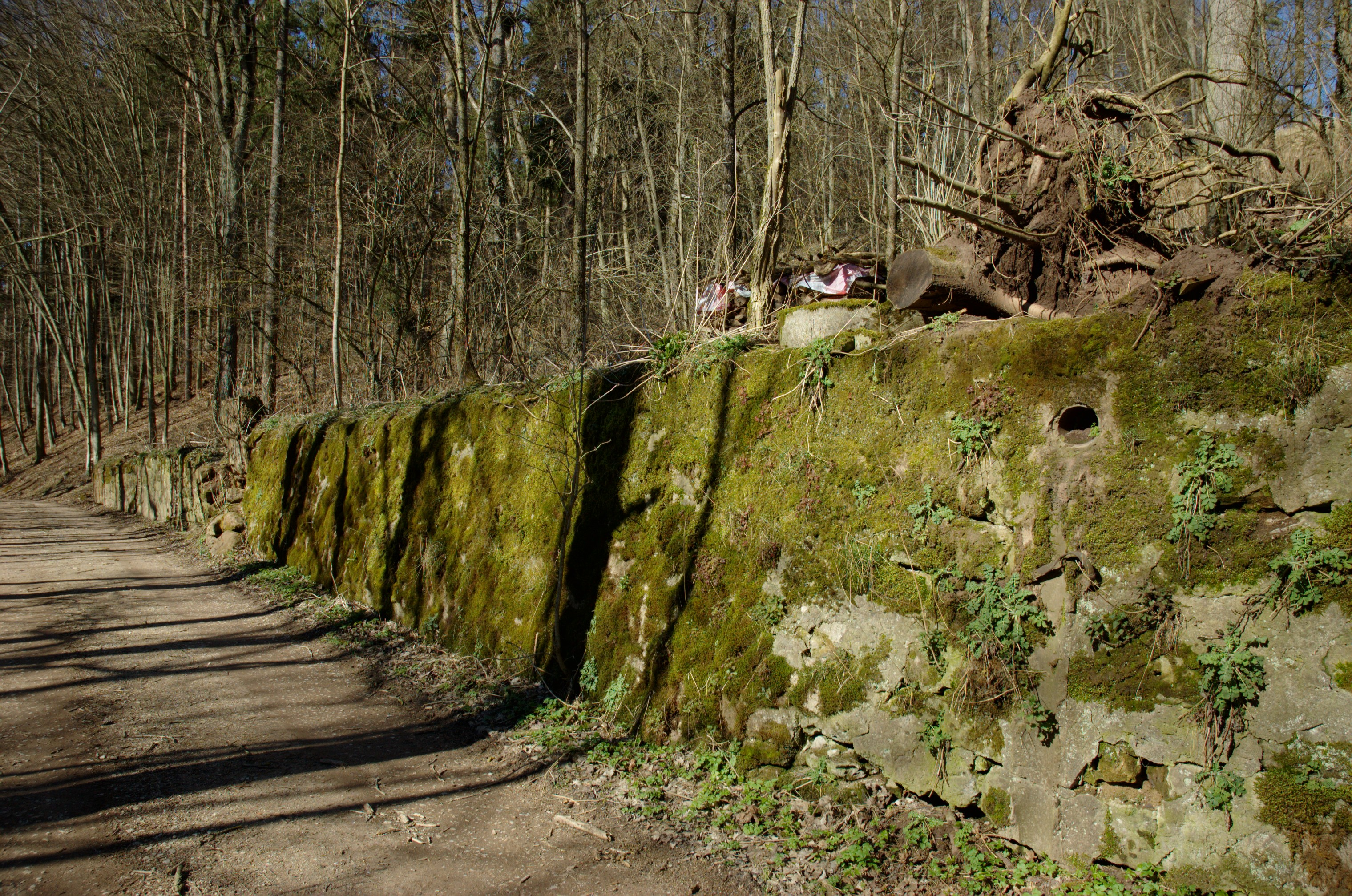
Fundament der alten Jakobsruh

Jakobsruh (fränkisch ebenfalls Jakobsruh) ist ein Gemeindeteil der Gemeinde Neuendettelsau im Landkreis Ansbach (Mittelfranken, Bayern). Jakobsruh liegt in der Gemarkung Haag.

## Geografie
Die Einöde liegt im Tal der Aurach, in die rechts der Reutgraben mündet. 0,5 km südöstlich des Ortes liegt der Aschberg (434 m ü. NHN). Ein Anliegerweg führt nach Haag (1,1 km westlich).

## Geschichte
Das Landhaus wurde 1770/73 vom damaligen Heilsbronner Klosterverwalter Jakob Weinhardt in der Nähe des abgegangenen Girkenhofs errichtet. Als Baumaterial dienten ihm auch die Steine der Heilsbronner Katharinenkirche, die 1770 abgerissen wurde, und die des eingestürzten Turmes der St.-Stefans-Kirche in Wollersdorf. Schon im ersten schriftlichem Beleg von 1794 wurde dieser Landsitz nach dem Vornamen seines Besitzers „Jacobs Ruh“ genannt. Daneben gab es noch die Bezeichnung nach dem Flurnamen „Altenwöhr“.
Gegen Ende des 18. Jahrhunderts gehörte die Jakobsruh zur Realgemeinde Haag. Das Gut hatte das brandenburg-ansbachische Klosterverwalteramt Heilsbronn als Grundherrn. Unter der preußischen Verwaltung (1792–1806) des Fürstentums Ansbach erhielt die Jakobsruh bei der Vergabe der Hausnummern die Nr. 18 des Ortes Haag. Von 1797 bis 1808 unterstand der Ort dem Justiz- und Kammeramt Windsbach.
Im Rahmen des Gemeindeedikts wurde Jakobsruh dem 1808 gebildeten Steuerdistrikt Aich und der 1810 gegründeten Ruralgemeinde Aich zugeordnet. Mit dem Zweiten Gemeindeedikt (1818) wurde Jakobsruh in die neu gebildete Ruralgemeinde Haag umgemeindet.
Im Jahre 1836 ging Jakobsruh in den Besitz des Oberpostmeisters von Axthelm über, ab 1868 gehörte sie dem Landwirt Georg Geiselbrecht. 1897 erwarb sie die Diakonissenanstalt Neuendettelsau und erweiterte sie 1902 um eine Gastwirtschaft und einem Schwesternerholungsheim. 1967 wurde die alte Jakobsruh und die Gastwirtschaft wegen Baufälligkeit abgerissen. Lediglich das Fundament ist noch erhalten. Das Inventar der alten Jakobsruh wurde teilweise geborgen und restauriert. Darunter befinden sich Gemälde von Johann Jakob Kleemann (1739–1790), die heute im Stadt- und Kreismuseum Ansbach ausgestellt sind.
Am 1. Januar 1972 wurde die Jakobsruh im Zuge der Gebietsreform in Bayern nach Neuendettelsau eingemeindet.
Das Anwesen befindet sich heute im Privatbesitz.

### Bau- und Bodendenkmäler
- Haus Nr. 18: ein zweigeschossiges Gasthaus, mit Walmdach, 1740 als Landhaus erbaut, mit späteren Umbauten; wurde 1967 abgerissen.[14]
- Nördlich am Hang befand sich eine Siedlung der Jungsteinzeit.[15]

### Einwohnerentwicklung
| Jahr      | 001818 | 001836 | 001840 | 001861 | 001871 | 001885 | 001900 | 001925 | 001950 | 001961 | 001970 | 001987 | 002007 | 002013 |
| Einwohner | 7      | 5      | 5      | 15     | 10     | 8      | 12     | 39     | 26     | 10     | 6      | 9      | 6      | 17     |
| Häuser    | 1      | 1      | 1      |        |        | 1      | 1      | 2      | 1      | 1      |        | 1      | 1      | 1      |
| Quelle    | [ 17 ] | [ 18 ] | [ 19 ] | [ 20 ] | [ 21 ] | [ 22 ] | [ 23 ] | [ 24 ] | [ 25 ] | [ 26 ] | [ 27 ] | [ 28 ] | [ 29 ] | [ 1 ]  |

### Historische Bilder

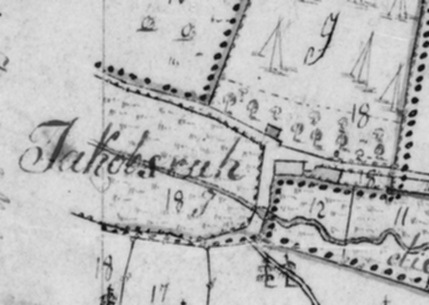
Ortsplan 1821
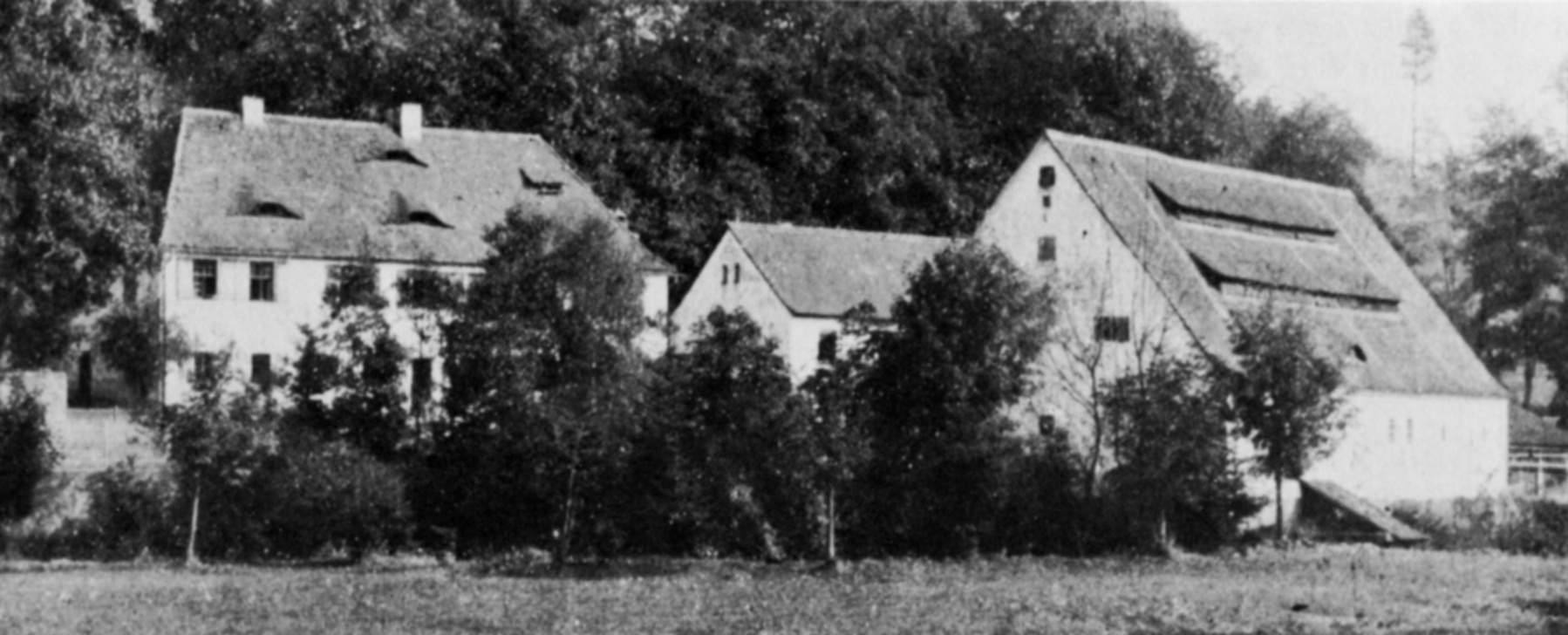
Jakobsruh (1896)
Im 19. Jahrhundert

### Aktuelle Bilder

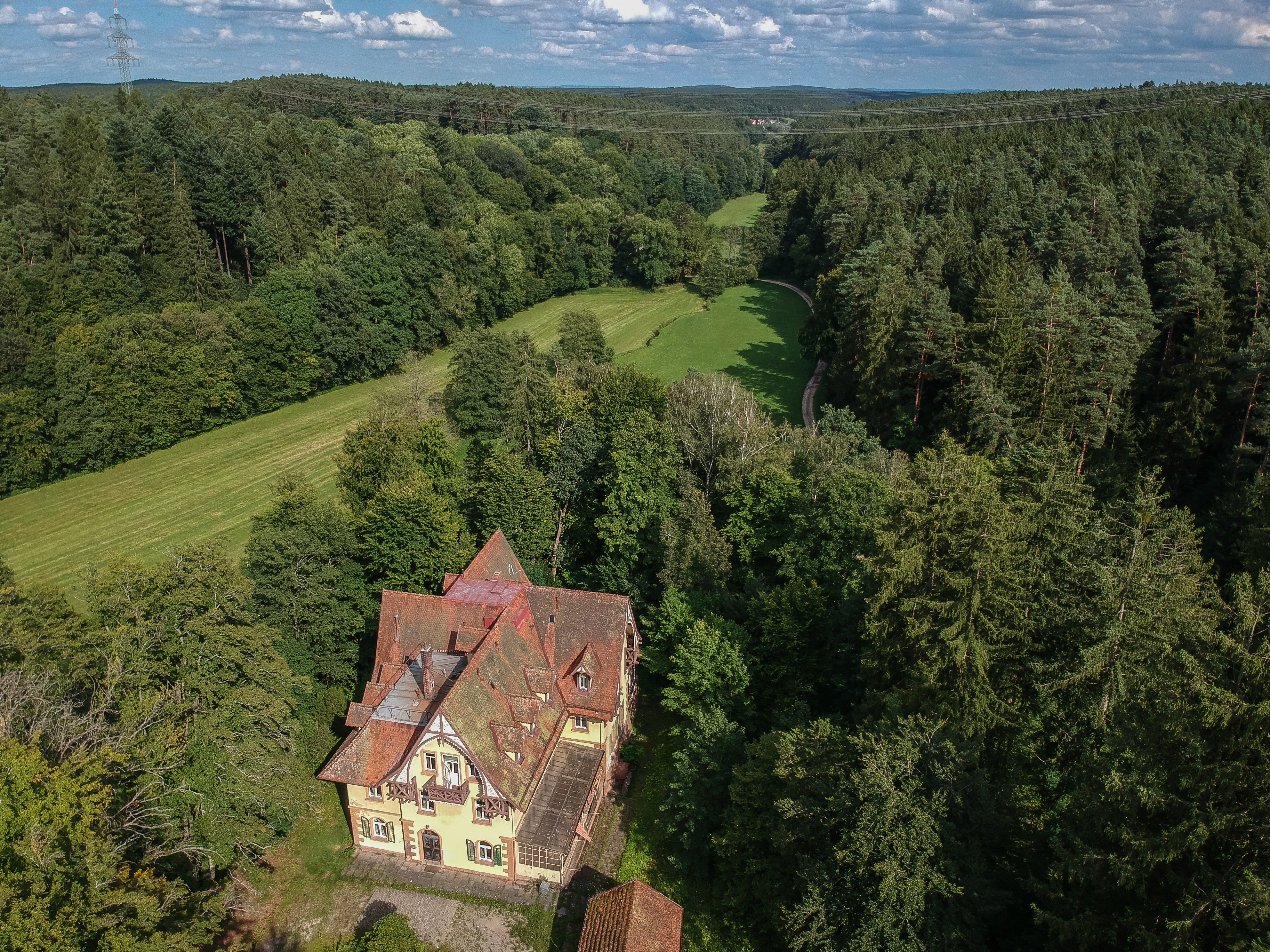
Jakobsruh, August 2017
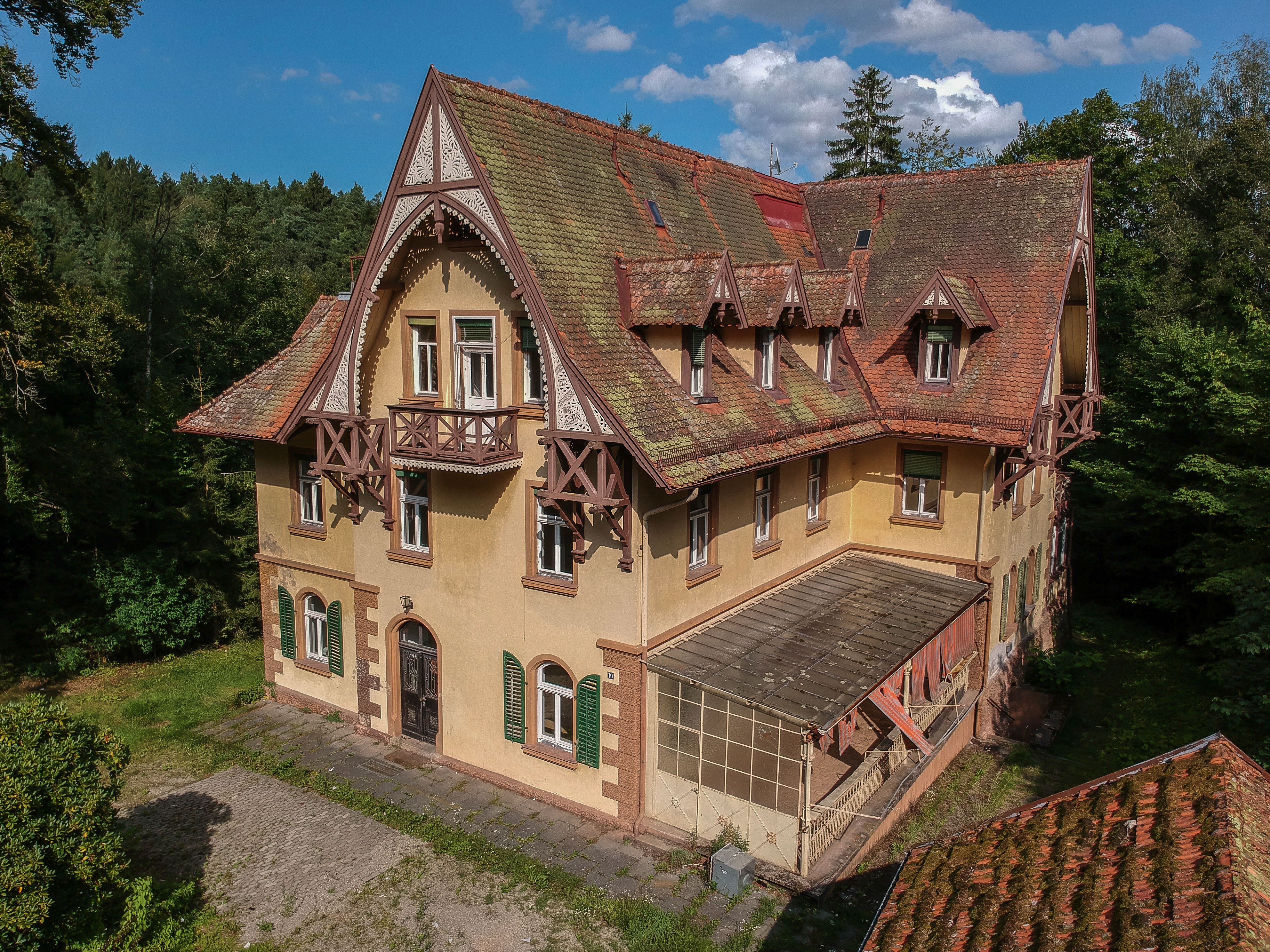
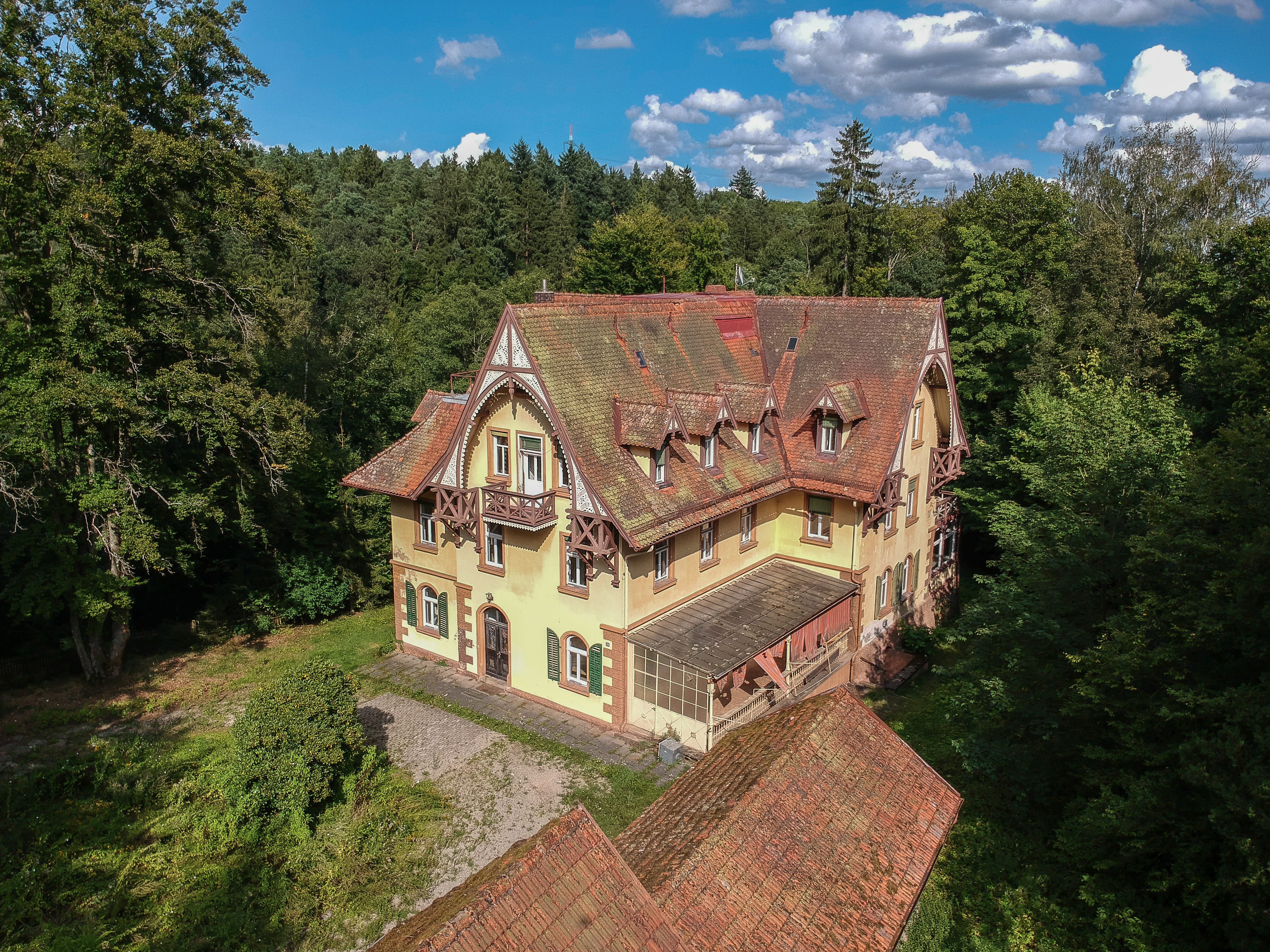
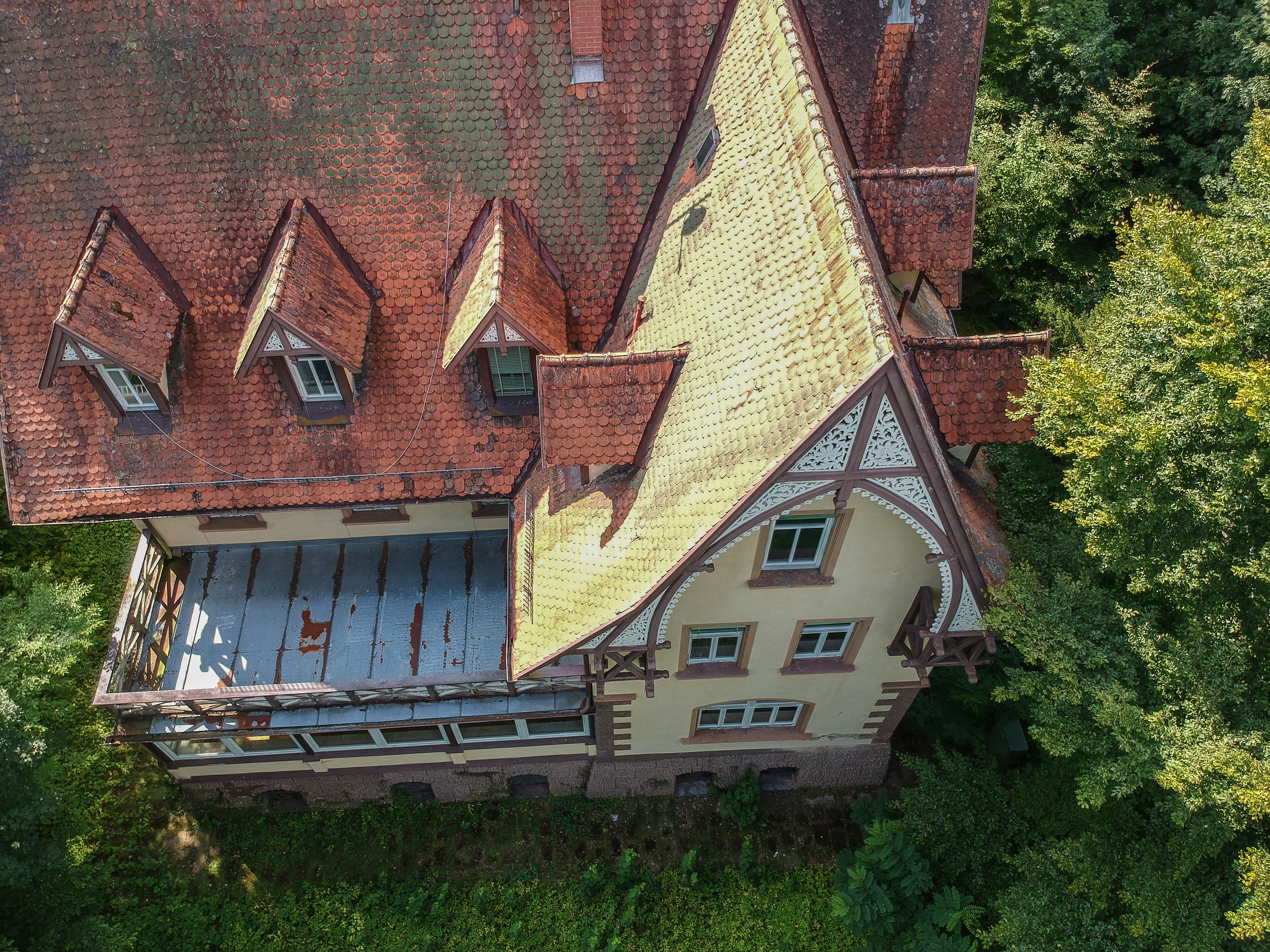

## Religion
Der Ort ist evangelisch-lutherisch geprägt und war ursprünglich nach St. Michael (Weißenbronn) gepfarrt, seit 1897 ist die Pfarrei St. Nikolai (Neuendettelsau) zuständig. Die Einwohner römisch-katholischer Konfession sind nach St. Franziskus (Neuendettelsau) gepfarrt.